# برنج سرخ
برنج خونین نام یک فیلم ایرانی به کارگردانی امیر قویدل و اسداله نیک‌نژاد و محصول سال ۱۳۶۰ می‌باشد.
فیلم برنج خونین در اولین دوره جشنواره فیلم فجر تهران شرکت داشت.

## خلاصه داستان
گروهی از کارگزاران دولت با توطئهٔ آمریکایی‌ها برای نابود کردن مزارع برنج در شالی زارها کرم ساقه خوار رها می‌کنند. هدف آنان افزایش واردات برنج است. مهندسی به نام حمید از موضوع مطلع می‌شود و دوستش، مهندس نادری، را نیز در جریان می‌گذارد. به زودی عوامل امنیتی حمید را به قتل می رسانند. مهندس نادری روستائیان را در مبارزه با کرم ساقه خوار آموزش می‌دهد. مأموران قصد دارند او را نیز به قتل برسانند. مهندس نادری از مهلکه می‌گریزد. در ادامه ...